# La extraordinaria naturaleza de Sam Finkler
La extraordinaria naturaleza de Sam Finkler es una novela de 2010 escrita por el autor británico Howard Jacobson. Ganó el premio Booker de ese año.

## Trama
Julian Treslove, un ex productor de radio de la BBC, profesionalmente nada espectacular, y Sam Finkler, un popular filósofo, escritor y personalidad televisiva judía, son amigos desde la escuela. A pesar de tener una relación espinosa y vidas muy diferentes, siguen siendo buenos amigos (y peores enemigos) y mantienen contacto con su ex maestro Libor Sevcik, un judío checo de casi noventa años que fue profesor de historia checa y trabajó a tiempo parcial como columnista de chismes de Hollywood .
Tanto Libor como Finkler han enviudado recientemente, y el accidentado y fallido historial de Treslove con las mujeres lo califican como tercer viudo honorario. Cenan juntos en el gran apartamento de Libor en el centro de Londres: es una velada dulce y dolorosa de reminiscencias. A las 11:30 pm de esa noche, Treslove es atacado mientras caminaba a casa. Parece que es asaltado por una mujer que le sisea la frase "You Ju". Después de mucha reflexión, Treslove cree que lo que el agresor quiso decir fue "Tú, judío", lo que desata una obsesión de larga data con todas las cosas y personas judías, a las que se refiere como "Finkler". "Treslove no aborda su viaje hacia el judaísmo desde un punto de vista religioso. No toma ninguna medida para aprender hebreo o convertirse. En cambio, su obsesión es cultural. Quiere comprender los gestos de la vida judía; el código oculto del sarcasmo judío y las sutilezas del lenguaje corporal judío. Mientras pasa por ser judío, muchos de sus contemporáneos judíos en el libro hacen todo lo posible por pasar por gentiles, incluido un personaje lamentable que pasa sus horas de vigilia tratando de revertir su circuncisión, y narra sus esfuerzos en un blog." Treslove entabla una relación con Hephzibah, la bisnieta de Libor, y está atormentado por su aventura adúltera con Tyler, la difunta esposa de Finkler. Mientras tanto, Finkler se une a una organización "ASHamed" que favorece a los palestinos frente a los israelíes en sus disputas territoriales. La novela fusiona al final los distintos hilos narrativos entre los tres personajes masculinos centrales.

## Recepción
El presidente del jurado y ex poeta laureado , Andrew Motion, dijo: La extraordinaria naturaleza de Sam Finkler no debe verse como algo 'implacablemente mediocre o fácil' porque sea cómico. Es mucho más inteligente y complicado y sobre mucho cosas más difíciles de las que te permiten saber de inmediato. Varias personas han usado la palabra sabio, y esa es una buena palabra".
Howard Jacobson, el crítico literario de The Guardian elogió la novela: "La extraordinaria naturaleza de Sam Finkler [...] está llena de ingenio, calidez, inteligencia, sentimiento y comprensión humanos. También está bellamente escrito con esa habilidad sofisticada y casi invisible del escritor auténtico. Técnicamente, la caracterización es impecable, la prosa un deleite sutil, la selección de palabras perfecta en todas partes, la formulación de frases fresca y deslumbrante sin timidez. De hecho, hay tantas cosas de primer nivel en la forma de hablar de Jacobson que podría escribir todo el día sobre su uso del lenguaje sin mencionar ni una sola vez de qué trata el libro. Bastará con una sola línea que describa al padre del héroe: 'un hombre que se mantuvo tan erguido que creó una especie de silencio arquitectónico a su alrededor'".
Bob Goldfarb, del Jewish Book Council, se pronunció de forma similar: "La ganadora del premio Man Booker en 2010 es ante todo una brillante comedia social repleta de diálogos citables prácticamente en cada página. Además, a pesar de todo su ingenio y agudeza, Howard Jacobson ha logrado algo aún más duradero: una reflexión profundamente moral sobre las implicaciones de la identidad y las consecuencias de amar las ideas, la fama y otras personas."
James Wood (The New Yorker) resaltó aspectos negativos en la novela: "Esta es una versión decididamente masculina y moderna del judaísmo, muy influenciada por el pugilismo histriónico de las novelas más débiles de Philip Roth [...] Sientes que estás escuchando una argumentación ética que te recuerda al Talmud: una disputa pedante."

## Premios y honores
La novela ganó el Premio Booker en 2010 y fue la primera novela cómica en ganar el premio desde The Old Devils de Kingsley Amis en 1986. Jacobson fue el ganador de mayor edad desde William Golding, quien ganó el premio en 1980, a los 69 años, por Ritos de iniciación . En su discurso de aceptación, Jacobson afirmó que iba a gastar las 50.000 libras esterlinas del premio en un bolso para su esposa y preguntó: "¿Has visto el precio de los bolsos?".
Fue preseleccionado para el Premio JQ Wingate (2011). 